# Kudos (empresa)
Kudos es una productora de cine y televisión británica . Ha producido series de televisión para la BBC, ITV, Channel 4 , Sky UK, Amazon y Netflix y sus producciones incluyen Tin Star , Humans, Broadchurch , The Tunnel , Grantchester , Apple Tree Yard , Utopia , Spooks, Hustle y Life on Mars. En 2007 fue elegida Mejor Productora Independiente por la revista Broadcast . Formada en 1992, desde 2007 forma parte del Grupo Shine . En 2007 también creó la unidad de cine, Kudos Pictures . En 2011, el Grupo Shine fue adquirido al 100% por News Corporation  y fue parte de la empresa conjunta 50-50 Endemol Shine Group . El 3 de julio de 2020, Banijay Group , con sede en Francia, compró el estudio a través de la adquisición anterior de Endemol Shine Group.

## Historia
La compañía se formó en 1992. Atrajo la atención internacional con el drama de espías Spooks , ganador del premio BAFTA , que se estrenó en BBC One el 13 de mayo de 2002.
A finales de 2006, la empresa se vendió a Shine Limited por unos 35 millones de libras esterlinas. Shine también compró Princess Productions y Dragonfly Film and Television Productions para crear Shine Group , aunque las cuatro divisiones conservaron su identidad individual.
Con tres películas británicas ya en producción y diez en desarrollo, en junio de 2007 la compañía anunció planes para establecer una unidad cinematográfica, y se espera que Miss Pettigrew Lives for a Day (2008) sea su primer estreno.  Planeaba mezclar y emparejar actores, escritores y directores entre las unidades, y ya tenía acuerdos de Hollywood para remakes cinematográficos de Hustle , Spooks y Tsunami: The Aftermath.
En 2015, se incluyó en una empresa conjunta del 50% al 50% entre 21st Century Fox y Endemol y CORE Media Group de Apollo Global Management , como Endemol Shine Group .

## Producciones

### Televisión

#### En desarrollo
- Troy: Fall of a City: for BBC One y Netflix.[3][4]
- Flowers (series 2) para Channel 4.[5]
- Tin Star (serie 2) para  Sky Atlantic & Amazon.[6]

#### Series actuales
- The Tunnel. tercera serie (2013, 2016 y 2017) para Sky Atlantic y Canal+ – total 28 episodios,[7][8][9] remake de la serie Sueco/Danés The Bridge[10]
- Tin Star para Sky Atlantic & Amazon – total 10 episodios. Drama criminal ambientado en un pueblo de montaña invadido por trabajadores petroleros inmigrantes, protagonizado por Tim Roth.
- Broadchurch: tercera series (desde 2013) para ITV1 – total 24 episodios. Serie que explora lo que sucede cuando los habitantes de un pueblo costero se convierten en el centro de una investigación policial y un frenesí mediático cuando se descubre el cuerpo de un niño. la serie está protagonizada por David Tennant y está escrita y creada por Chris Chibnall.[11]
- Humans: tercera serie para Channel 4 & AMC.[12] Una adaptación del Sueco drama de ciencia ficción Real Humans. Ambientada en un presente paralelo en el que la tecnología ha permitido que los robots se vuelvan tan humanos que es casi imposible distinguirlos de las personas. Una coproducción con los creadores originales Matador Films y AMC.[13] Creado por dos de los escritores y productores de la serie Wallander.

#### Pasada
- Utopia (2020) para Prime Video – 8 episodios.
- The Boy With The Topknot (2017) para BBC Two – 1 episodio.
- Man in an Orange Shirt (2017) para BBC Two – 2 episodios.
- Grantchester - tres series (2014, 2016, 2017, así como un Especial de Navidad en 2016).
- Gunpowder (2017) para BBC One[14] – 3 episodes. Escrito por Ronan Bennett y protagonizada por Kit Harington.
- Apple Tree Yard (2017) para BBC One – 4 episodios. Escrito por Amanda Coe y basado en la novela de Louise Doughty. Protagonizada por Emily Watson.
- Flowers (2016) para Channel 4 – 6 episodios. Escrito por Will Sharpe y protagonizada por Olivia Colman y Julian Barratt. La segunda temporada actualmente en producción.
- River: un drama para BBC One centrado en el policía John River, escrito por Abi Morgan[15]
- Capital: Una adaptación de la John Lanchester, novela del mismo nombre  para BBC One[16][17]
- Death in Paradise: 4 series (desde 2011) para BBC One and France Televisions – total 32 episodes con 4 series comisionadas en 2016.
- The Smoke 1 series (2014) para Sky1 – total 8 episodios.
- Vicious, 2 series ,un especial de Navidad y el especial final para la serie (2013–2016) for ITV – total 14 episodios.
- Utopia: segunda serie (desde 2013)  para Channel 4 – total 12 episodios.
- Law & Order: UK: octava series (2009–2014) para ITV – total 53 episodios.
- From There to Here una  series (2014) para BBC One – total 3 episodios.
- M.I. High: séptima serie (2007–2011, 2013–2014) para CBBC – total 88 episodios.
- Hunted: una serie (2013) para BBC One y Cinemax – total 8 episodios.
- Mayday: mini-series (2013) para BBC One – total 5 episodis.[18]
- Lip Service: segunda serie (2010–2012) para BBC Three – total 12 episodis.
- The Hour: segunda serie (2011–2012) para BBC Two – total 12 episodios.[19]
- Eternal Law: 1 series (2012) para ITV1 – total 6 episodios.
- Hustle: 8 series (2004–2012) para BBC One – total 48 episodes.[20]
- Spooks: décima series (2002–2011) para BBC One – total 86 episodios
- Outcasts: una series (2011) para BBC One – total 8 episodes[21]
- Ashes to Ashes: tercera series (2008–2010) para BBC One – total 24 episodios.
- Occupation: 1 serie , Serie dramática de tres partes que sigue a tres tropas enviadas a Basora en 2003 para BBC One.(2009) – [22]
- The Fixer: 2 serie (2008–2009) para ITV1 – total 12 episodio.
- Moving Wallpaper: 2 series (2008–2009) para ITV1 – total 18 episodios.
- Life on Mars versión estadounidense: 1 serie (2008–2009) para ABC. En asociación con ABC Studios y 20th Century Fox Television. Total 17 episodios.
- Plus One:  1 serie (2009) para Channel 4 – total 5 episodios.
- Spooks: Code 9: 1 series (2008) para BBC Three. Total 6 episodios.
- Burn Up: miniserie (2008) para BBC Two – total 2 episodios.
- HolbyBlue: 2 serie (2007–2008) para BBC One – total 20 episodios.
- Echo Beach: one series (2008) para ITV1 – total 12 episodios.
- West 10 LDN: episodio piloto (2008) para BBC3 – total 1 episodio.
- Nearly Famous: 1 series (2007) para E4 – total 6 episodios.
- Secret Life:  episodio 1 (2007) para Channel 4 – total 1 episodio.
- Tsunami: The Aftermath: mini-series (2007) for BBC One – total 2 episodes.
- The Amazing Mrs Pritchard: 1 serie (2006) para BBC One – total 6 episodes.
- Life on Mars: 2 series (2006–2007) para BBC One – total 16 episodios.
- Comfortably Numb: una película para televisión (2004) para Channel 4 –
- Pleasureland: 1 serie (2003) for Channel 4 – total 1 episode.
- Confidence Lab: 1 serie (2002) para BBC Two – total 6 episodios.
- Anderson: piloto (2000) para Channel 4, como parte de Comedy Lab – total 1 episodio.
- The Magician's House: 2 serie (1999–2000) para CBBC – total 12 episodios.
- Psychos: 1 serie (1999) para Channel 4 – total 6 episodios.
- Come on Down and Out: 1 episodio (1999) para Channel 4 – total 1 episodio.
- Nigel Slater's Real Food: one series (1998) para Channel 4 – total 7 episodios.
- Roald Dahl's Revolting Recipes: una serie (1997) para BBC One – total 13 episodioa.
- Desperately Seeking Something: 3 serie (1995–1998) para Channel 4 – total 14 episodioa.
- Good Ideas of the 20th Century: 1 series (1993–1994) para Channel 4 – total 6 episodios.
- Screaming Reels: 4 series (1993–1998) para Channel 4 – total 29 episodios.

### Películas
- Meeting People Is Easy (1998)
- Among Giants (1998)
- Pure (2002)
- Eastern Promises (2007)
- Miss Pettigrew Lives for a Day (2008)
- The Crimson Wing: Mystery of the Flamingos (2008) – un documental sobre flamengos en África y producido por Disneynature
- Death of a Ladies Man (2009)
- Brighton Rock (2010)
- Salmon Fishing in the Yemen (2011)
- Spooks: The Greater Good (2015)

## Premios y nominaciones
2013
- Peabody Award para Broadchurch[23]

2009
- Broadcast Magazine Supplement, The Indies – peer poll
- Televisual Bulldog Award – Best Indie

2008
- Televisual Bulldog Award – Best Indie

2007
- Broadcast Magazine Supplement, The Indies – peer poll
- Broadcast Awards – Best Independent Production Company – 2007